# Ninde
Ninde è una circoscrizione rurale (rural ward) della Tanzania situata nel distretto di Nkasi, regione di Rukwa. Conta una popolazione di 12 291 abitanti (censimento 2012).